# Marcel Poimbœuf
Marcel Poimbœuf , né le 16 mars 1889 à Montrouge et mort le 8 juin 1974 à Lagny-sur-Marne, est un syndicaliste et homme politique français. 

## Biographie
Adhérent dès 1906 au Syndicat des employés du commerce et de l'industrie, il participe en 1919 à la création de la Confédération française des travailleurs chrétiens.
Il se rend à Londres en avril 1943 pour représenter le syndicalisme chrétien auprès du Comité national français. Il participe alors à la conférence de Brazzaville. Il siège à l'Assemblée consultative provisoire, à Alger puis à Paris, y représentant la CFTC.
Il défend l'option travailliste lors la constitution du Mouvement républicain populaire (MRP). Il propose alors un amendement aux statuts prévoyant que l'objectif à rechercher était d'aboutir à un parti autre que le MRP, en indiquant « Il y a ici 90 % de catholiques pratiquants. Tant qu'il en sera ainsi, nous n'aurons pas atteint notre but. » Son amendement sera refusé.
Tête de liste MRP, il est élu député des Vosges le 21 octobre 1945, avec 26 034 voix sur 169 105 suffrages exprimés. Il est plus largement réélu le 2 juin 1946 avec 61 782 suffrages, plus difficilement le 10 novembre 1946 avec 42 478 voix.
Aux élections du 17 juin 1951, la double poussée du RPF et de la droite le prive de son siège, sa liste n'obtenant que 10,6 %.
Candidat dans le département de Seine-et-Marne le 2 janvier 1956, il n'est pas élu et ne se présente plus par la suite. Il retourne alors au syndicalisme, fidèle à la CFTC lors de la scission en 1964.